# Блочный гамильтониан
Блочный гамильтониан — гамильтониан, описывающий критическое поведение магнетика вблизи точки фазового перехода второго рода.

## Предмет изучения
Рассматривается магнетик в окрестности точки Кюри. Поведение магнетика в этой области обуславливается расходимостью ряда термодинамических характеристик (таких как теплоёмкость, восприимчивость). Термодинамическая гипотеза подобия связывает все расходимости с неогранниченным ростом корреляционной длины. Корреляционная длина непосредственно измеряется с помощью экспериментов по рассеянию нейтронов. Целью этой статьи является описание получения гамильтониана, который бы удобным образом определял систему в условиях возрастания корреляций.

## Ячеечные гамильтонианы
Поскольку критические явления и образование кристаллической решётки и внутренних атомных оболочек между собой никак не связаны, будем считать последние заданными. Предполагая, что критические явления обусловлены крупномасштабным коллективным поведением электронных спинов, получаем, что, по всей вероятности, нам нет необходимости знать зонную структуру и многие другие детали — надо знать
лишь их общее влияние на взаимодействие между электронными спинами. В таком случае можно сделать ещё более сильные упрощения. Рассмотрим классические спины, по одному в каждой элементарной ячейке заданной кристаллической решётки с известным спин-спиновым взаимодействием. Квантовой природой, движением электронов и многими другими деталями пренебрежём. Примерами моделей, оперирующих с такими предположениями, могут быть модель Изинга и модель Гейзенберга.
Каждой ячейке припишем спиновую переменную {\displaystyle \sigma _{c}}, которая служит мерой полного спина ячейки с. Всего в решётке содержится {\displaystyle L^{3}} ячеек и, следовательно, {\displaystyle L^{3}} спиновых переменных. Эти переменные мы будем называть ячеечными спинами. Энергия спинов является функцией {\displaystyle {\hat {H}}[\sigma ]} спиновых переменных. Это гамильтониан ячеечных спинов. Назовём его ячеечным гамильтонианом.

### Модель Изинга
Данная модель характеризуется ячеечным гамильтонианом вида
{\displaystyle {\hat {H}}[\sigma ]={\frac {1}{2}}J\sum _{c}\sum _{r}'(\sigma _{c}-\sigma _{c+r})^{2},\qquad (1)}
где сумма по r берется только по ближайшим соседям ячейки c. Спиновые переменные могут принимать лишь два значения {\displaystyle \sigma _{c}=\pm 1}. Гамильтониан (1) позволяет простейшим способом
отразить тот факт, что энергия для одинаково ориентированных спинов меньше, нежели для спинов, ориентированных противоположным образом. J — «обменная энергия».

### Модель Гейзенберга
Модель Гейзенберга является обобщением модели Изинга на тот случай, когда спин может быть ориентирован произвольным образом. Для описания каждого спина нам требуется вектор
{\displaystyle \sigma _{c}=(\sigma _{1c},\sigma _{2c},\sigma _{3c}).\qquad (2)}
Для {\displaystyle \sigma _{c}} вводится обычное скалярное произведение и внешний вид гамильтониана (1) сохраняется.

### XY-модель
XY-модель представляет собой случай, промежуточный между моделью Изинга и моделью Гейзенберга. Она служит для описания магнетиков со спинами, ориентированными в основном в одной плоскости.

## Построение блочного гамильтониана, преобразование Каданова
В условиях роста корреляционной длины разумно предположить, что критическое поведение магнетика не будет зависеть от спинов конкретных элементарных ячеек, а будет скорее определяться средними значениями спинов целых областей изучаемого образца. Построим блочный гамильтониан зависящий от таких средних. Такое построение называется преобразованием Каданова.

### Первый способ
Построим блочный гамильтониан, описывающий взаимодействие между блочными спинами. Для этого разделим кристалл на кубические блоки размером {\displaystyle b^{d}} элементарных ячеек, где d — размерность пространства в котором изучается система. Для каждого блока определим блочный спин, как сумму ячеечных спинов, делённую на {\displaystyle b^{d}}. Параметры блочного гамильтониана суммируют существенные детали поведения системы в масштабах b постоянных решётки.
Пусть вероятность найти систему с заданным распределением спинов по ячейкам равна
{\displaystyle P[\sigma ]\sim exp[-{\hat {H}}[\sigma ]/T].\qquad (3)}
Тогда вероятность найти систему с заданным распределением блочных спинов будет выражаться, как
{\displaystyle P'[\sigma ]\sim \int e^{-{\hat {H}}[\sigma ]/T}\prod _{i,x}\delta (\sigma _{i,x}-b^{-d}\sum _{c}^{x}\sigma _{i,c})\prod _{j,c}d\sigma _{j,c}\equiv e^{-{\hat {H'}}[\sigma ]/T},\qquad (4)}
эту формулу можно принять за определение блочного гамильтониана {\displaystyle {\hat {H'}}[\sigma ]}.
{\displaystyle K_{b}{\hat {H}}[\sigma ]={\hat {H'}}[\sigma ]\qquad (5)}
Очевидно свойство преобразования Каданова
{\displaystyle K_{b_{1}}K_{b_{2}}{\hat {H}}[\sigma ]=K_{b_{1}*b_{2}}{\hat {H}}[\sigma ].\qquad (6)}

### Второй способ
Рассмотрим ячеечный гамильтониан {\displaystyle {\hat {H}}[\sigma ]} как функцию фурье-компонент {\displaystyle \sigma _{k}}
{\displaystyle \sigma _{c}=L^{-d/2}\sum _{k}e^{ik*c}\sigma _{k},\quad \sigma _{k}=L^{-d/2}\sum _{c}e^{-ic*k}\sigma _{c}.\qquad (7)}
Введем блочный гамильтониан теперь следующим способом
{\displaystyle P'\sim \int e^{-{\hat {H}}[\sigma ]/T}\prod _{i,k>\Lambda }d\sigma _{i,k}\equiv e^{-{\hat {H'}}[\sigma ]/T},\qquad (8)}
в этом случае блочный спин определяется как
{\displaystyle \sigma (x)=L^{-d/2}\sum _{k<\Lambda }e^{ik*x}\sigma _{k},\qquad (9)}
и описывает спиновую конфигурацию в масштабах вплоть до {\displaystyle b\sim \Lambda ^{-1}}

### Замечание
Первый и второй способы определения блочного гамильтониана не являются полностью эквивалентными и определяют формально разные объекты.